# Yang Junxia
Yang Junxia (杨俊霞S, Yáng JùnxiáP; Binzhou, 2 maggio 1989) è una judoka cinese.

## Palmarès
- Giochi asiatici

Incheon 2014: argento nei 63 kg e bronzo nella gara a squadre.
- Campionati asiatici

Tashkent 2016: bronzo nei 63 kg.
- Campionati asiatico-pacifici

Fujairah 2019: oro nei 63 kg.

### Vittorie nel circuito IJF
| Data             | Località   | Paese       | Categoria |
| ---------------- | ---------- | ----------- | --------- |
| 5 giugno 2014    | Ulan Bator | Mongolia    | Gran Prix |
| 21 novembre 2015 | Qingdao    | Cina        | Gran Prix |
| 17 novembre 2018 | L'Aia      | Paesi Bassi | Gran Prix |